# William Jennings Bryans guldkorstal

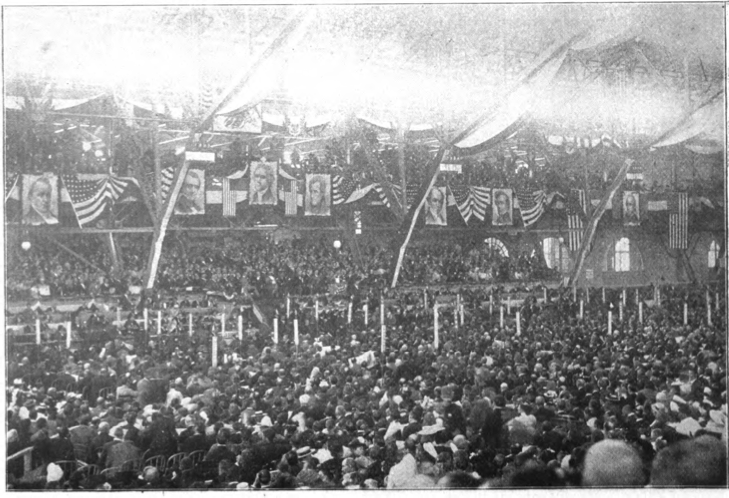
The 1896 Democratic National Convention.

William Jennings Bryans guldkorstal (engelska: The Cross of Gold speech) var ett tal av William Jennings Bryan, en före detta amerikansk kongressman från Nebraska, som hölls den 9 juli 1896 vid demokraternas nationella konvent i Chicago i Illinois inför presidentvalet 1896.
I talet förespråkar Bryan bimetallism eller "free silver", vilket han menade skulle ge nationen välstånd. Guldstandarden tar han starkt avstånd ifrån och avslutar talet med orden "you shall not crucify mankind upon a cross of gold". Bakgrunden var att amerikanarna i 20 år varit bittert delade i frågan om vilket monetärt system som nationen skulle begagna sig av. Guldstandarden, som USA hade haft sedan 1873 medförde en snålt tilltagen penningmängd, men smörjde handeln med andra länder, främst Storbritannien, som också hade valutan kopplad till guld. Många amerikaner trodde dock att bimetallism var bättre, att såväl guld som silver skulle vara lagligt betalningsmedel.

## Bakgrund
I januari 1791, på uppdrag av kongressen, gav USA:s dåvarande finansminister Alexander Hamilton ut rapporten "On the currency". På den tiden fanns inget myntverk i USA och man använde sig istället av utländska mynt. Hamiltons förslag var att USA skulle ha ett penningsystem baserat på bimetallism, i vilket den nya valutan skulle vara likvärdig med en given mängd guld, eller en större mängd silver. Vid tidpunkten betingade guldet ett pris som var omkring 15 gånger så högt som silvret, räknat per viktenhet. Han föreslog även ett amerikanskt myntverk, dit medborgare kunde gå med guld och silver, och få tillbaka det hela i myntform (guld och silvermynt). 
Genom Coinage Act of 1873 elimineras silverdollarn. Något som bland förespråkarna för silver kom att bli känt som "the Crime of 73".

## Demokraternas konvent
Demokraternas nationella konvent 1896 öppnades den 7 juli vid Chicago Coliseum. De två huvudlägren, silverförespråkarna och guldförespråkarna, hade samlat redan innan konventet samlat sina styrkor och gjort upp strategier. Silverförespråkarna var betydligt fler, men de var ännu ingen som med kraft hade adresserat den fråga som var viktigast för dem. Silverlösningen på penningfrågan. När Bryan gick upp i talarstolen var förväntan därför stor och stämningen laddad.

### Talet
Bryan började talet mjukt, med följande ord:

I would be presumptuous, indeed, to present myself against the distinguished gentlemen to whom you have listened if this were a mere measuring of abilities; but this is not a contest between persons. The humblest citizen in all the land, when clad in the armor of a righteous cause, is stronger than all the hosts of error. I come to speak to you in defense of a cause as holy as the cause of liberty—the cause of humanity.

## Mottagande och nominering

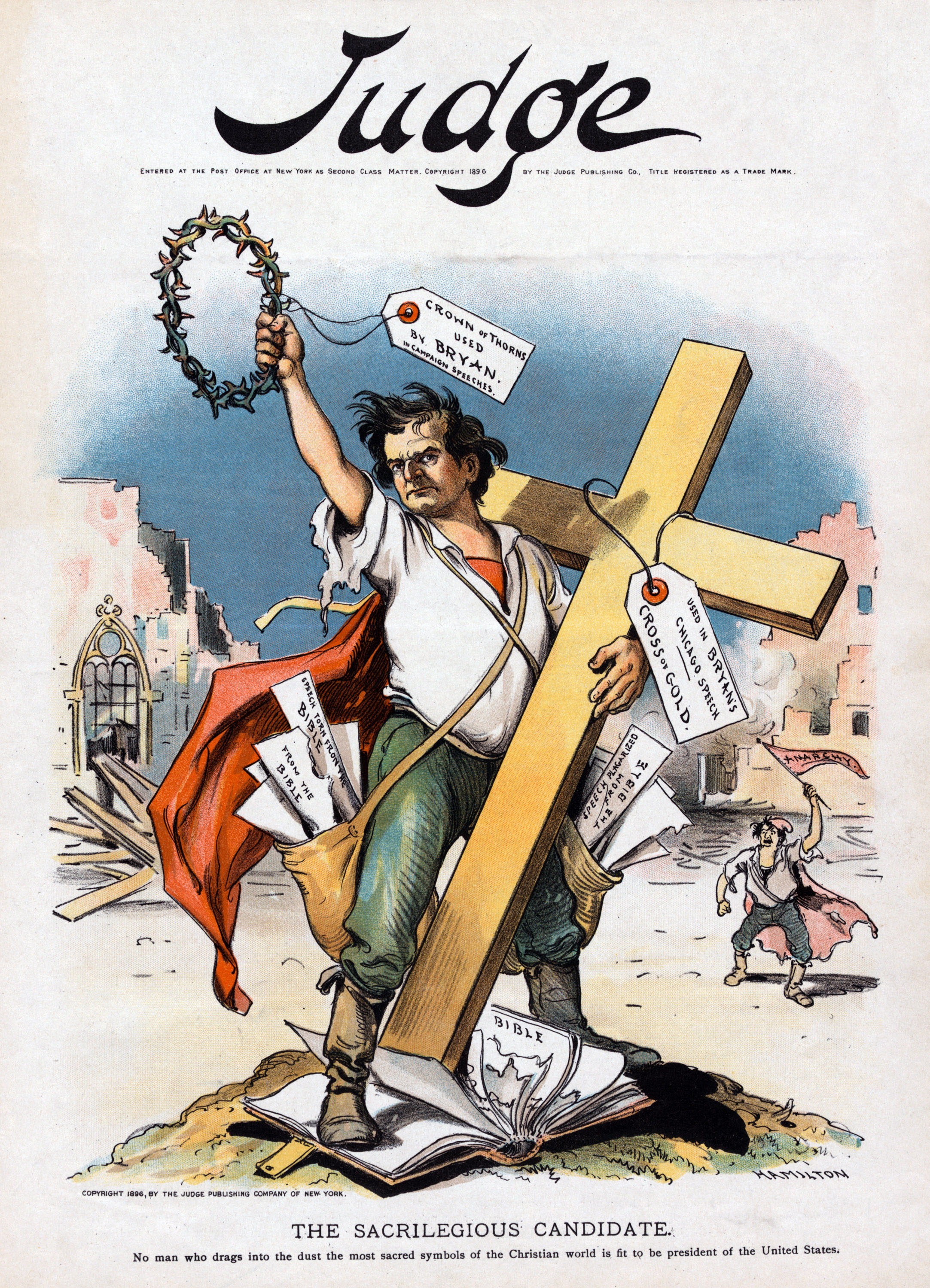
Judge magazine kritiserade Bryan. Han ses på bilden med krona och kors, men stampandes på Bibeln.

### På konventet
Bryan beskrev vid ett senare tillfälle tystnaden efter talet som "really painful". För ett ögonblick trodde han att han misslyckats. När han började gå ner till sin plats brast det dock ut ett stort jubel. Delegaterna kastade sina hattar, halsdukar och annat i luften. Det tog omkring 25 minuter att åter bringa ordning i yran som uppstod.

### Pressen
De flesta pressröster menade att Bryan vann nomineringen på grund av talets elegans. Republikaner och andra guldförespråkandetidningar ansåg dock att det berodde på hans demagogi.

## Eftermäle
Bryans guldkorstal räknas som ett av de mäktigaste politiska talen i USA:s historia. Talet har inspirerat flera ekonomiska och filosofiska program och paroller, däribland Huey Longs Share Our Wealth-program under 1930-talet med dess slogan "Every Man a King".